# Константинов, Леонид Сергеевич
Константинов Леонид Сергеевич (9 апреля 1961, Липовка, Ибресинский район, Чувашская АССР — 31 мая 2001, Ингушетия) — Герой Российской Федерации, командир вертолётной эскадрильи 12-го отдельного авиационного полка Северо-Кавказского регионального управления Федеральной пограничной службы Российской Федерации, подполковник.

## Биография
Родился 9 апреля 1961 года в деревне Липовка Ибресинского района Чувашии. Чуваш. Отец — Константинов Сергей Николаевич работал в колхозе шофером, мать — Федосия Александровна — колхозницей.
Окончил среднюю школу в 1978 году.
В Вооружённых Силах СССР с 1978 года. В 1982 году окончил Сызранское высшее военное авиационное училище летчиков. Распределён в пограничные войска.
С 1982 года служил 12-м отдельном авиационном полку в городе Кобулети Грузинской ССР, был старшим лётчиком-штурманом, с 1983 года — командиром вертолета Ми-8. Также освоил вертолёт Ка-27.
В 1983—1985 годах участвовал в боевых действиях в Афганистане на вертолетах Ми-8 и Ка-27. С 1987 года командовал вертолётным отрядом в Кобулети, с 1991 года был заместителем командира вертолётной эскадрильи.
С 1992 года Константинов — командир вертолетной эскадрильи Федеральной пограничной службы (ФПС) России. Участвовал при ликвидации осетино-ингушского вооруженного конфликта.
В 1997 году назначен офицером группы специалистов оперативно-войскового отдела «Астрахань» Северо-Кавказского пограничного округа. С августа 1998 года вновь командовал вертолетной эскадрильей в 12-м отдельной авиационном полку, который был уже выведен в Россию.
В конце 1999 года — начале 2000 года в должности командира специально сформированной авиационной группы ФПС РФ «Гизель» принимал участие в пяти успешных операциях по высадке десантов на российско-грузинской границе в Аргунском ущелье. Тогда в сложных условиях горно-лесистой местности в зимнее время года были перерезаны пути снабжения чеченских боевиков из-за рубежа, бандформирования понесли большие потери. Леонид Константинов тогда совершал по 7 боевых вылетов в сутки. За три войны, в которых довелось участвовать Леониду Константинову, он совершил несколько сотен боевых вылетов.
31 мая 2001 года Леонид Константинов пилотировал вертолет Ми-8, на борту которого находились 14 человек — группа инспекторов Федеральной пограничной службы РФ и два депутата Государственной Думы РФ — заместитель председателя Комитета по обороне Госдумы Алексей Арбатов (фракция «Яблоко») и член этого комитета Евгений Зелень (депутатская группа «Регионы России»). После завершения инспекционной поездки машина возвращалась на базу. Над территорией Республики Ингушетия в районе станицы Нестеровская вертолет внезапно был обстрелян с земли из крупнокалиберного пулемета. Подполковник Константинов получил 6 пулевых ранений в живот, грудь и в голову, но сумел удержать управление вертолетом и вывел его из зоны огня. Своими мужественными действиями он спас жизнь всем находившимся на борту людям. Когда командир вертолета потерял сознание от тяжелых ранений, его заменили остальные члены экипажа, которые произвели посадку поврежденного вертолета в поле. Однако от тяжелых ранений и большой потери крови Леонид Константинов скончался до эвакуации в госпиталь.

## Награды и звания
- Герой Российской Федерации (4 августа 2001 года) — посмертно
- Орден Мужества (2000)
- Военный лётчик 1-го класса (1999)

## Семья
- Супруга — Людмила Николаевна (в девичестве — Козлова)
  - Дочери: Ольга (1984 г.р.) и Александра (1986 г.р.)[1]. Обе дочери Леонида Константинова, следуя примеру отца, стали военными[3].

## Память
- За проявленный героизм при выполнении воинского долга Указом Президента Российской Федерации № 952 от 4 августа 2001 года подполковнику Константинову Леониду Сергеевичу присвоено звание Героя Российской Федерации (посмертно).
- Похоронен в Чебоксарах на Карачуринском кладбище, на Аллее Героев[1][4][5].
- Школа посёлка Липовка, в которой 10 лет учился Леонид Константинов, названа его именем (2002)[6], в ней действует школьный музей Героя (2010)[7].
- На территории 12-го отдельного вертолетного авиационного полка Северо-Кавказского регионального управления Федеральной пограничной службы Российской Федерации, который дислоцируется в Ставропольском крае, установлен памятник Герою.
- В Липовке Ибресинского района Чувашии в память о Герое установлены две мемориальные доски — на доме, где он вырос, и на здании Липовской основной общеобразовательной школы.
- В Чувашской Республике проводятся ежегодные волейбольные соревнования имени Героя России Леонида Константинова[7].
- В поселке Ибреси в сквере Памяти и Славы установлен памятник — вертолет Ми-8 в честь Героя России Леонида Константинова[8].
- Средней общеобразовательной школе № 38 г. Чебоксары присвоено имя Героя Российской Федерации Константинова Леонида Сергеевича (2015)[9].
- Улица в Липовке носит имя Леонида Константинова[10].